# Drogo van Bretagne
Drogo van Bretagne (gestorven: 958) was na de dood van zijn vader in 952 hertog van Bretagne. Gedurende zijn regering was Drogo nog minderjarig en stond hij onder het regentschap van Theobald I van Blois, Judicael Berengar en zijn schoonvader Fulco II van Anjou. Drogo overleed al in 958 en werd opgevolgd door zijn halfbroer Hoël.